# La Forêt de cristal
La Forêt de cristal (titre original : The Crystal World) est un roman de science-fiction de l'écrivain britannique J. G. Ballard paru en 1966. 
La nouvelle à l'origine du roman parut initialement sous le titre The Illuminated Man (« L'homme illuminé ») dans le numéro de mai 1964 de la revue britannique The Magazine of Fantasy & Science Fiction.
Ce roman a connu deux traductions : la première de Claude Saunier pour l'édition française de 1967 aux éditions Denoël et la seconde en 2008 par Michel Pagel.

## Résumé
Afin de retrouver son collègue, Max Clair, et la femme de ce dernier, Suzanne, qui fut sa maîtresse, le Dr Edward Sanders, directeur adjoint d'une léproserie, se rend à Mont-Royal, au Cameroun. À peine arrivé, il constate que la forêt qui borde la ville est entourée d'une aura de mystère. En outre, d'étranges objets de cristal sont vendus discrètement sur la place du marché. Quel est le lien entre ces bibelots, la forêt et la sombre lumière qui en émane ?

## Classique de la science-fiction
Ce roman a été présenté comme un grand classique de la science-fiction dans les ouvrages de référence suivants :
- Annick Béguin, Les 100 principaux titres de la science-fiction, Cosmos 2000, 1981 ;
- Jacques Sadoul, Anthologie de la littérature de science-fiction, Ramsay, 1981 ;
- Lorris Murail, Les Maîtres de la science-fiction, Bordas, coll. « Compacts », 1993 ;
- Stan Barets, Le science-fictionnaire, Denoël, coll. « Présence du futur », 1994.

## Critiques spécialisées
- Jacques Sadoul, Histoire de la science-fiction moderne. 1911-1984, Robert Laffont, 1984, p. 234 : « Ce [...] texte [est] un véritable chef-d'œuvre de la science fantasy. »
- Lorris Murail, La science-fiction, Larousse, Coll. « Guide Totem », 1999, p. 37 : « Un des sommets de la veine cataclysmique britannique. »

## Éditions françaises
- Denoël, coll. « Présence du futur », no 98, 1967, rééditions en 1973, 1977, 1981 et 1986 (traduction de Claude Saunier)
- J'ai lu, coll. « Science-fiction » no 2652, 1989  (ISBN 2-277-22652-1) (traduction de Claude Saunier)
- Denoël, coll. « Lunes d'encre » no 102, 2008  (ISBN 978-2-207-25916-0) (traduction de Michel Pagel)
- Gallimard, coll. « Folio SF », 2015  (ISBN 978-2-070-44545-5) (traduction de Michel Pagel)